# Bruskowo Małe
Bruskowo Małe (kaszb. Môłé Brëskòwò lub Môłé Brzóskòwò, niem. Klein Brüskow) – wieś w Polsce położona w województwie pomorskim, w powiecie słupskim, w gminie RedzikowoLeży o 11 km na północny zachód od centrum Słupska. 500 m na południe od granic wsi przepływa rzeka Moszczeniczka. 
W latach 1975–1998 miejscowość administracyjnie należała do województwa słupskiego.

## Nazwa
Nazwa ma pochodzenie słowiańskie i jest wzmiankowana po raz pierwszy w 1628. Co do jej charakteru wysunięto następujące hipotezy etymologiczne:
- nazwa dzierżawcza wyprowadzona od nazwy osobowej *Brusъkъ przy pomocy formantu -ow-[7],
- nazwa topograficzna wyprowadzona od nazwy pospolitej brusek „mały kamień służący do ostrzenia“ przy pomocy formantu -ow-[7].

Friedrich Lorentz odnotował formy nazwy w lokalnych gwarach słowińskich: Mǻu̯lė Brȧ͂skɵvɵ, Mǻu̯lė Brä̀skɵvɵ wraz z nazwami mieszkańców – zarówno z pominiętym formantem -ɵv-: Brȧ͂ščȯu̯n, Brȧ͂ščȯu̯nkă : Brä̀ščȯu̯n, Brä̀ščȯu̯nkă „bruskowianin, bruskowianka”, jak i w postaci pełnej: Brȧ͂skɵvjȯu̯n, Brȧ͂skɵvjȯu̯nkă : Brä̀skɵvjȯu̯n, Brä̀skɵvjȯu̯nkă „ts.”
Nazwa niemiecka jest adaptacją fonetyczną pierwotnej nazwy słowiańskiej z dodanym członem przymiotnikowym klein „mały” celem odróżnienia od sąsiedniej miejscowości Groß Brüskow („Bruskowo Wielkie”). Człon Małe w nazwie polskiej jest z kolei kalką z nazwy niemieckiej. 
Przejściowa nazwa Brzózkówko funkcjonująca w latach następujących bezpośrednio po II wojnie światowej jest wynikiem błędnej rekonstrukcji z adideacją do nazwy pospolitej brzoza.
Rada Języka Kaszubskiego proponuje kaszubską formę nazwy Brëskòwò Môłé.